# The Kids from Fame

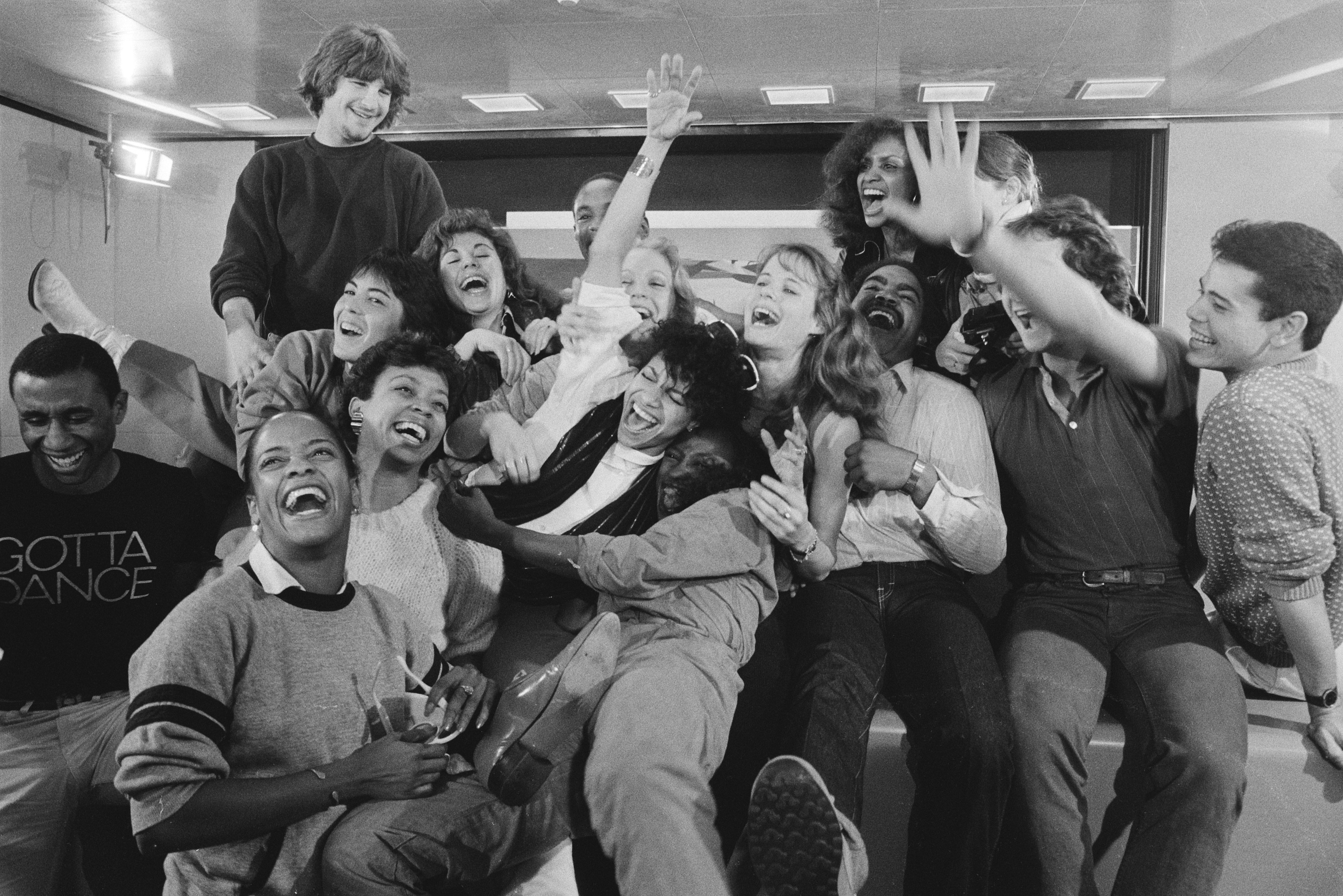
The Kids from Fame, 1983

The Kids from Fame war eine 1982 in New York entstandene Discoband aus Sängern und Tänzern der NBC-Fernsehserie Fame – Der Weg zum Ruhm. Die in der Serie von verschiedenen Interpreten vorgetragenen Lieder wurden mit Unterstützung von Studiomusikern aufgenommen. Bis 1983 erschienen fünf Studioalben und ein Livealbum.

## Werdegang
Nachdem 1980 Fame – Der Weg zum Ruhm, ein Film über eine New Yorker Schule für darstellende Künste, erfolgreich in den Kinos lief, sicherte sich die US-Fernsehgesellschaft NBC die Rechte an der Geschichte und produzierte daraus eine TV-Serie, die besonders in Großbritannien und Deutschland erfolgreich ausgestrahlt wurde. Schnell wurde die Plattenindustrie auf die singenden Darsteller aufmerksam und es entstanden bis 1983 insgesamt fünf Studioalben unter dem Bandnamen „The Kids from Fame“. Das gleichnamige Debütalbum stieg 1982 auf Platz 1 der UK-Charts, die Folgeplatte The Kids from Fame Again erreichte Ende des Jahres Platz 2. Mit Hi Fidelity und Starmaker schafften es zwei Auskopplungen des ersten Longplayers in die UK-Top-10. 1983 kletterte auch das Album Live! in die Top 10 der britischen Charts. Anschließend ließ der Erfolg nach und die 1983er Alben Songs und Sing for You mussten sich mit niedrigeren Hitparadenrängen begnügen, Rock ’n Roll World verfehlte eine Chartnotierung. Zwar lief die Serie noch bis 1987, weitere Tonträgerveröffentlichungen gab es aber nicht.

## Mitglieder
- Carlo Imperato
- Erica Gimpel
- Gene Anthony Ray
- Lori Singer
- Debbie Allen
- Lee Curreri
- P. R. Paul
- Valerie Landsburg

## Diskografie

### Alben
| Jahr | Titel                    | Höchstplatzierung, Gesamtwochen, AuszeichnungChartplatzierungen (Jahr, Titel, Platzierungen, Wochen, Auszeichnungen, Anmerkungen) | Höchstplatzierung, Gesamtwochen, AuszeichnungChartplatzierungen (Jahr, Titel, Platzierungen, Wochen, Auszeichnungen, Anmerkungen) | Anmerkungen                                  |
| Jahr | Titel                    | UK | US | Anmerkungen                                  |
| ---- | ------------------------ | --- | --- | -------------------------------------------- |
| 1982 | The Kids from Fame       | UK1 (46 Wo.)UK | US146 (8 Wo.)US | Erstveröffentlichung: Juli 1982              |
| 1982 | The Kids from Fame Again | UK2 (21 Wo.)UK | — | Erstveröffentlichung: Oktober 1982           |
| 1983 | Songs                    | UK14 (16 Wo.)UK | US181 (4 Wo.)US | Erstveröffentlichung: Mai 1983               |
| 1983 | Live!                    | UK8 (28 Wo.)UK | US98 (11 Wo.)US | Livealbum Erstveröffentlichung: Februar 1983 |
| 1983 | Sing for You             | UK28 (7 Wo.)UK | — | Erstveröffentlichung: August 1983            |

Weitere Alben
- 1983: Rock ’n Roll World
- 2004: Ultimate Fame (Kompilation)

### Singles
| Jahr | Titel Album                        | Höchstplatzierung, Gesamtwochen, AuszeichnungChartplatzierungen (Jahr, Titel, Album, Platzierungen, Wochen, Auszeichnungen, Anmerkungen) | Höchstplatzierung, Gesamtwochen, AuszeichnungChartplatzierungen (Jahr, Titel, Album, Platzierungen, Wochen, Auszeichnungen, Anmerkungen) | Anmerkungen                                                                                                   |
| Jahr | Titel Album                        | UK | US | Anmerkungen                                                                                                   |
| ---- | ---------------------------------- | --- | --- | --- |
| 1982 | Hi Fidelity The Kids from Fame     | UK5 (10 Wo.)UK | — | Erstveröffentlichung: August 1982 feat. Valerie Landsberg Autor: Enid Levine                                  |
| 1982 | Starmaker The Kids from Fame       | UK3 (10 Wo.)UK | — | Erstveröffentlichung: September 1982 Autoren: Carole Bayer Sager, Bruce Roberts Original: Bruce Roberts, 1977 |
| 1982 | Mannequin The Kids from Fame Again | UK50 (6 Wo.)UK | — | Erstveröffentlichung: November 1982 feat. Gene Anthony Ray Autor und Original: Henry Gaffney, 1978            |
| 1983 | Friday Night (Live Version) Live!  | UK13 (14 Wo.)UK | — | Erstveröffentlichung: März 1983 feat. Carlo Imperato und The Waters Autor und Original: Billy Falcon, 1977    |
| 1983 | Body Language Songs                | UK76 (3 Wo.)UK | — | Erstveröffentlichung: Juni 1983 feat. Debbie Allen Autoren: Steve Sperry, Barry Fasman                        |

Weitere Singles
- 1982: Be Your Own Hero
- 1983: We Got the Power
- 1983: Fame
- 1983: Rock ’n Roll World
- 1983: Songs